# الدوري الياباني لكرة القدم للسيدات 2004
الدوري الياباني لكرة القدم للسيدات 2004 هو موسم من الدوري الياباني لكرة القدم للسيدات. فاز فيه Urawa Red Diamonds Ladies ‏.